# Edegar Pretto
João Edegar Pretto, más conocido como Edegar Pretto ( Tenente Portela 17 de  junio de 1971) es un político brasileño, afiliado al Partido de los Trabajadores (PT) y actual presidente de la Empresa Nacional de Abastecimiento (CONAB).

## Biografía
Edegar Pretto es hijo de Adão Pretto (que fue diputado federal y falleció en 2009) y Otília Pretto. Aunque está registrado como natural de Tenente Portela, se considera oriundo del municipio de Miraguaí. Es licenciado en Gestión Pública, comenzó a trabajar en la pequeña propiedad rural de la familia y luego siguió los pasos de su padre en la política y es miembro del grupo Cantadores da Luta do Povo
Es diputado estadual por Rio Grande do Sul desde 2011 y afiliado al Partido de los Trabajadores. En 2017, fue presidente de la Asamblea Legislativa del Estado de Rio Grande del Sul.
En las elecciones estatales de 2010 fue electo diputado a la Asamblea Legislativa de Rio Grande do Sul para la 53.ª legislatura (2011 - 2015) por el PT con 69.233 votos, en las elecciones estales de 2014 fue reelecto para la 54.ª legislatura (2015 - 2019) con 73.122 votos y en las elecciones estaduales de 2018 fue nuevamente reelecto para la 55.ª legislatura (2019 - 2023) con 91.471 votos. También fue líder de la bancada del PT en su primera legislatura, en la que fue aliado del gobernador por su partido Tarso Genro (2011-2015).
En 2015 creó el Frente Parlamentario en Defensa de la Alimentación Saludable y es su actual coordinador.
En 2017, cuando ocupaba la presidencia de la Asamblea Legislativa, coordinó una movilización para garantizar los reembolsos al Estado por las pérdidas con la Ley Kandir.
En 2022, fue candidato a gobernador de Rio Grande do Sul por la coalición Frente da Esperança, formada por FE Brasil, integrada por los partidos PT, PCdoB y PV, y Fed. PSOL REDE, formada por los partidos PSOL y REDE.
Asumió la presidencia de la Compañía Nacional de Abastecimiento (CONAB) en enero de 2023, que ahora deja el Ministerio de Agricultura y Ganadería (MAPA) y pasa a estar vinculada al Ministerio de Desarrollo Agrario y Agricultura Familiar (MDA). Prestó juramento ante Paulo Teixeira, ministro de Agricultura y Ganadería.

## Proyectos y Leyes

### SUSAF - Programa dirigido a la Agroindustria Familiar
En su primer mandato, fue el proponente del Sistema Estatal Unificado de Sanidad Agroindustrial Familiar, Artesanal y de Pequeña Escala (SUSAF-RS), que permite a las agroindustrias familiares traspasar las fronteras municipales y comercializar sus productos de origen animal en todo el Estado, lo que en la práctica se traduce en crecimiento, más empleos y renta para las familias.

### Combate al machismo y la violencia contra las mujeres
También en su primer mandato, Edegar Pretto fue coordinador del Frente Parlamentario de Hombres por el Fin de la Violencia contra la Mujer, que busca sensibilizar a los hombres sobre la importancia de las acciones preventivas y de combate a la violencia contra la mujer. El frente movilizó varias entidades de Rio Grande do Sul, incluidos los clubes de fútbol Grêmio y Internacional.
Edegar fue coordinador del comité de Rio Grande do Sul del movimiento mundial HeForShe (en español El por Ellas), organizado por la ONU. Fue a través de este movimiento que, durante la pandemia, 1500 farmacias y seis cadenas farmacéuticas colocaron la campaña Mascarilla Morada en las paredes de sus establecimientos. De esta manera, las mujeres pudieron registrar sus quejas discretamente. La campaña logró que muchas mujeres salieran de la condición de violencia doméstica.